# Rã-ibérica
A rã-ibérica (Rana iberica) é uma espécie de anfíbio anuro pertencente ao género Rana.
Atinge os 6 cm de comprimento. Tem o focinho curto. O macho não possui sacos vocais. O tímpano pode ser visualizado, apesar de ser de reduzidas dimensões.
Esta espécie pode ser encontrada no noroeste da Península ibérica (ver mapa) e possivelmente nos Pirenéus.
Em Portugal, habita a parte norte do país.
Ocorre também na Serra de São Mamede e no Pinhal de Leiria.
Na parte oeste da sua área de distribuição ainda é frequente. O mesmo não acontece na parte mais oriental (Espanha), onde ocorrem populações fragmentadas sobretudo devido a introduções de espécies exóticas (peixes).
Habita zonas de montanha, até aos 2000 m de altitude, “típica de habitats com água corrente e muito limpa e bem oxigenada”, 